# 中嶋聰彥
中嶋聰彥（日语：中嶋 聡彦，1962年8月12日—2017年9月8日），日本男演員、配音員、音響監督。出身於愛知縣名古屋市。身高165cm。A型血。

## 來歷
中央大學畢業。
生前經歷賢Production、劇團21世紀福斯。
2006年，中嶋加入音響監督三間雅文主宰的Techno Sound，以電視動畫《獸爪》成為他擔任音響監督的出道作。從此之後，中嶋專注於音響監督的工作直到離世為止。此外2015年10月放送至2018年8月的電視動畫《見習神仙精靈》是他的音響監督擔任遺作。
2017年9月8日在東京都的醫院去世，享年55歳。同月15日舉辦告別式，只有開放親屬參加。死因未公佈，有表示生前正在過著與疾病搏鬥的生活。

## 人物
興趣：作曲、轉盤子。特長：吉他演奏。

## 繼任
在中嶋逝世後，配音員接任作品如下：
- 四宮豪（日语：四宮豪）（《忍者亂太郎》）: 日向老師〈日向墨男〉
- 增岡太郎（日语：増岡太郎）（《忍者亂太郎》）：雲鬼
- 鹿糠光明（日语：かぬか光明）（《忍者亂太郎》）：西長洲本通九丁目
- 小川一樹（日语：小川一樹）（《忍者亂太郎》）: 厚着老師〈厚着太逸〉
- 茶風林（《犬夜叉》）：八衛門狸

## 演出

### 電視動畫
1989年
- 機動警察（主播、祖父江守的兒子、電視的聲音、村人、Labor乘員B）
- 新森林大帝（森林裡的動物）
- 亂馬½、亂馬½ 熱鬥篇（牛仔、電視的聲音、道場館主 等）

1990年
- 偶像天使陽子（隨扈B）
- 麵包超人（〈初代〉）
- 快樂的嚕嚕米一家
- 至尊勇者（山賊B）

1991年
- 橫山光輝 三國志（曹仁）
- 櫻桃小丸子 (第1期)（男人B）

1992年
- 踢向明天（日语：あしたへフリーキック）（解說員）
- 宇宙騎士BLADE（King隊長）
- 卡利麥羅 (1992年版)（波波）
- 21衛門（特許認可委員A）
- 法蘭德斯之犬 我的帕特拉許（日语：フランダースの犬 ぼくのパトラッシュ）（男人）
- 黑色推銷員

1993年
- 蠟筆小新（入國審査官）
- 劍勇傳說YAIBA（曼格茲）
- 秀逗泰山阿達♡（Q先生、鬍子隊長）
- 忍者亂太郎（門衛、年輕時的學園長、付人、毒竹城忍者、忍者A、使者）

1994年
- 足球小將翼J（吉良、卡利梅羅）
- 近所物語（教師）
- 蠟筆小新（魚店老闆、春我部郵局局長）
- 淘氣貓 喵喵三丁目（大貓）
- 麵包超人（醬油弟弟）
- 哆啦A夢 (大山羨代版)（中學生、町奴A）
- 忍者亂太郎（雲鬼〈第2代〉）

1995年
- 空想科學世界（馬格馬大將）
- 恐龍冒險記（日语：恐竜冒険記ジュラトリッパー）（巴基）
- 鬼神童子ZENKI（河内七郎唯正、司機、觀光客、僧A、憑依之實）
- 快打旋風II V（黨羽、部下A）
- 麵包超人（史芬克斯）
- 忍者亂太郎（西長洲本通九丁目〈初代〉）

1996年
- 機動新世紀鋼彈X（奈拉、經濟顧問）
- 機動戰艦（將軍）
- 秀逗魔導士NEXT（手下1）
- 逮捕令（近藤）
- 聖天空戰記（提歐、魯瓦、醫生、下士官A）
- 哆啦A夢 (大山羨代版)（老人B）
- 魔法提琴手（客人2、給仕、通信兵、士兵、村人、物見）
- 名犬萊西（尼爾遜、鑛夫）

1997年
- VIRUS -VIRUS BUSTER SERGE-（日语：VIRUS）（醫生、男子C）
- 蠟筆小新（黨羽）
- 深海傳說MEREMANOID（日语：深海伝説MEREMANOID）（上級魔導靈士、武器屋主人）
- 天才小魚郎（岩本編輯長）
- 秀逗魔導士TRY（甲板長、店主、獄卒）
- 中華一番！（客人B、看熱鬧的人B、客人A、回想優勝店店主、應試廚師、應試者A、三笑樓的主人、店員B、名士、客人C、蘇長老）
- 超魔神英雄傳（カナヅッチー）
- 忍者亂太郎（厚着老師〈厚着太逸／第2代〉、日向老師〈日向墨男／初代〉）
- 忍企鵝真丸（日语：忍ペンまん丸）（粘心）
- 尼克斯特戰記EHRGEIZ（日语：ネクスト戦記EHRGEIZ）（船長）
- 橫行太保（現場監督、黑輪屋、畫商、擔任的班導、厚木）
- 科學情人（大尉）
- 名偵探柯南（トメさん、鑑識課員、辻、管理人、駐員、中年男子、鑑識A、山先生、工作人員A）

1998年
- EAT-MAN'98（日语：EAT-MAN）（伊瓦諾夫、官員、研究者、村人）
- 星際牛仔（卡洛斯、路伊）
- 餓沙羅鬼（北嶋少佐、謝巴柯夫大佐、惠特曼、李、醫療人員、接線員B、僧壹）
- 時空偵探（隊長）
- SHADOW SKILL -影技-（ドガ）
- 星方武俠（日语：星方武侠アウトロースター）（克雷德）
- 女惡魔人（主人）
- 南海奇皇（日语：南海奇皇）（安藤純一、笹井秘書、假面男子、刑事、通勤乘客、士兵、記者）
- 忍者亂太郎（海賊A）
- 機動神腦（隊員A、新生諾亞副官、輸送班員）
- 名偵探柯南（受理男子、記者B、教務主任、編輯、編輯A、鑑識課員）
- 失落的宇宙（海賊B、機長）

1999年
- 金田一少年之事件簿（秋元和那的父親）
- 蠟筆小新（大木樂團）
- 極道君漫遊記（日语：ゴクドーくん漫遊記）（阿薩加爸爸）
- 麻辣教師GTO（指導老師、誘拐犯、假面、老師）
- 週刊故事樂園（日语：週刊ストーリーランド）（中年男子、課長、檢事2、警備員、B國代表）
- 機械女神J to X（周舞）
- 星方天使Angel Links（道克、克雷德）
- 六翼天使之聲（日语：セラフィムコール）（店主）
- ∀鋼彈（職員B、無線士A）
- 天使不設防！（餐廳機器人2號、外星人A）
- 麻煩巧克力（日语：トラブルチョコレート）
- 神奇寶貝（市長）
- 魔術士歐菲Revenge（店主）
- 無限的未知（塞爾蓋伊·柏爾柯維奇 等）
- 名偵探柯南（叔叔、刑事1、根岸明雄）

2000年
- 沉默的未知（作戰参謀）
- 犬夜叉（阿波之八衛門狸 等）
- 學校怪談（柿之木雷歐的父親）
- 機巧奇傳（丹兵衛、奈良原、和尚、藝人2、主人、職人老、爸爸、領班、船匠、藏人）
- 金田一少年之事件簿（那國守彥、伊魯、新藤雄一[注 2]）
- 櫻花大戰TV（客人1、警官B、研究員A、李紅蘭的父親、青年、上官 等）
- 週刊故事樂園（村人B、駕駛員、審查員2、客人1、副社長、風、村人1、村莊男子2、家臣A）
- 時空母艦2000 怪盗閃亮超人（日语：タイムボカン2000 怪盗きらめきマン）（梅特羅[6]、乘員A）
- 哆啦A夢 (大山羨代版)（警察官A）
- 第一神拳（八木晴彥）
- 法布爾先生是名偵探（日语：ファーブル先生は名探偵）（店主、巴爾多署長）
- 幻影死神（編輯長）
- 深藍救兵（狗的飼主）

2001年
- 銀河冒險戰記 The Second Stage（塔拉克兵A）
- 銀河五虎將 FRACTIONS OF THE EARTH（日语：ガイスターズ FRACTIONS OF THE EARTH）（諾曼·韋斯特、哈奇、男子A）
- 學園戰記無量（日语：学園戦記ムリョウ）（峯尾拳治、星人、宇宙人）
- 辣妹當家（菅沼）
- 超能奇兵（霍利長官、斡旋者、商人）
- 最终幻想：無限（不毛A）
- 神奇寶貝（八朔、大岩蛇、大鋼蛇）
- RAVE（ディアハウンド、布蘭克）

2002年
- 我們這一家（栗田同學）
- 小魔女DoReMi 大合奏！（梅野由加里的父親）
- 機動戰士鋼彈SEED（科傑羅·梅鐸[7]、泰德·艾斯曼、輸送艦艦長）
- 閃靈二人組（保險公司社員）
- 攻殻機動隊 STAND ALONE COMPLEX（·瀨良野）
- 十二國記（中將軍）
- 辣妹當家（刑事）
- 魯莽天使（校長、花華院美木的叔叔）
- 天地無用！GXP（不·倒翁、長老）
- 東京喵喵（上流顧客）
- 哆啦A夢 (大山羨代版)（店主、警察官）
- 忍者亂太郎（雪鬼）
- 花田少年史（俵崎春彥的父親、橫溝的同僚）
- 超齡細公主（神父）
- 彩夢芭蕾（蒙坦）
- 噴嚏大魔王之小呵欠（管理人）

2003年
- 原子小金剛 (第3作)（爵士、卡特）
- GAD GUARD（律師）
- 銃墓（笛卡爾、彼斯科、史考特、朗地的部下）
- 激鬥戰車Nitro（日语：クラッシュギアNitro）（PTA會長）
- 魁!! 天兵高校（柏青哥店店員）
- 獸兵衛忍風帖 龍寶玉篇（蛇蝎）
- 機甲露寶（村良教授、管制長）
- SPACE PIRATE CAPTAIN HERLOCK（日语：SPACE PIRATE CAPTAIN HERLOCK）
- 音速小子X（リャン、看守A）
- Divergence EVE（日语：ダイバージェンス・イヴ）（冰屋）
- 高橋留美子劇場（醫生）
- 偵探學園Q（海堂、管理人）
- 忍者亂太郎（團子屋）
- 第一神拳 Champion Road（八木晴彥）
- 戰爭程序員白瀨（藤本）
- 真珠美人魚（老人）
- 惑星奇航
- 驚爆危機？校園篇（龍神會B）
- 青檸色之戰奇譚（上級士兵）
- 洛克人EXE AXESS（貴船誠心）
- ONE PIECE（艾德）

2004年
- 我們這一家（解說者、男子）
- 御伽草子（長老、叔叔B）
- 怪傑佐羅利（黑輪屋、警察署長）
- 機動戰士鋼彈SEED DESTINY（克吉洛·梅鐸、艦長[注 3]、司令官）
- 北方戀曲 ～Diamond Dust Drops～（亭主）
- KURAU Phantom Memory（日语：KURAU Phantom Memory）（管制官）
- Keroro軍曹（男子）
- 今日大魔王！（裁判長）
- 絢爛舞踏祭（葛蘭帕）
- 神魂合體 SECOND SEASON（執事）
- 沙漠神行者（小出水）
- To Heart ～Remember my Memories～（長瀨主任）
- 光與水的女神（塞爾蓋伊·弗加瑪）
- 火鳥（役夫）
- 妄想代理人（蛭川雅美）
- MONSTER（考夫曼刑事、法蘭茲·基佛）
- 仙境傳說 THE ANIMATION（デイブン）
- 洛克人EXE Stream（貴船誠心）

2005年
- 玻璃假面 (2005年版)（雅典座支配人）
- 女孩萬歲 Second Season（四五六堂藥局店主）
- Gun x Sword（播報員、卡吉諾的人）
- 機動新撰組 萌之劍 TV（鈴木左近）
- 小天小天子（日语：こてんこてんこ）（長老）
- 新釋 真田十勇士 The Animation（日语：新釈 眞田十勇士）
- 創聖的亞庫艾里翁（醫生A、軍方高官）
- ToHeart2（長瀨）
- 變形金剛：銀河之力（三輪強襲兵／）
- 聖魔之血（米瑪爾）
- 忍者亂太郎（山賊、貨主）
- 不可思議星球的☆雙胞胎公主（雷明特）
- BLACK CAT（カーゴ）
- 怪傑佐羅利（貝魯姆村長）
- MAJOR 2nd season（醫生）
- MÄR 魔兵傳奇（莫克、傑克）
- 洛克人EXE BEAST（貴船誠心）
- 洛克人EXE BEAST+（貴船誠心）

2006年
- 怪醫黑傑克（秘書）
- Project BLUE 地球SOS（日语：Project BLUE 地球SOS）（執事）

2008年
- 忍者亂太郎（忍者、忍者）

2009年
- 忍者亂太郎（村人）
- 第一神拳New Challenger（八木晴彥）

2013年
- 第一神拳 Rising（八木晴彥）

### 電影動畫
1989年
- 機動警察 the Movie（播報員）

1992年
- 亂馬½：決戰桃幻鄉！奪回新娘子!!（日语：らんま1/2 決戦桃幻郷! 花嫁を奪りもどせ!!）（王譚）

1995年
- 哈啦狗寶貝（日语：ユンカース・カム・ヒア）（照相館主人）

1996年
- 劇場版 忍者亂太郎（雲鬼）
- （小林校長）

1997年
- 蠟筆小新：黑暗珠珠大追擊（平八）
- 秀逗魔導士GREAT（見物人A）

1998年
- 機動戰士鋼彈第08MS小隊：米拉的報告書（戴爾）
- 蠟筆小新：電擊！豬蹄大作戰（士官）
- 秀逗魔導士GORGEOUS（士兵3）
- 哆啦A夢：大雄的南海大冒險（海賊A）

1999年
- 哆啦A夢：大雄的宇宙漂流記（管制官）
- 名偵探柯南：世紀末的魔術師（鑑識課員）

2000年
- Escaflowne（提歐）

2001年
- 犬夜叉：跨越時代的思念（阿波之八衛門狸[8]）
- 星際牛仔：天國之門（卡洛斯）
- 櫻花大戰 活動寫真（日语：サクラ大戦 活動写真）（賢人機關幹部）
- 名偵探柯南：往天國的倒數計時（トメさん）

2002年
- 犬夜叉：鏡中的夢幻城（阿波之八衛門狸[9]）
- 蠟筆小新：風起雲湧 壯烈！戰國大會戰（大藏井家的重臣）
- 哆啦A夢：大雄與機器人王國（多洛伊德兵B[10]）
- 名偵探柯南：貝克街的亡靈（莫蘭大佐的樸克夥伴）

2004年
- 犬夜叉：紅蓮的蓬萊島（村人）
- 蒸汽男孩

2005年
- 名偵探柯南：水平線上的陰謀（トメさん）
- 洛克人EXE：光與黑暗的遺產（日语：ロックマンエグゼ 光と闇の遺産）（貴船誠心）

2011年
- 超能奇兵：進化前篇TAO（イカワ·ケンイチ）
- 劇場版 忍者亂太郎：忍術學園全員出動之卷！（厚着老師〈厚着太逸〉[11]、日向老師〈日向墨男〉）

### OVA
1990年
- 新空手道地獄變（日语：新カラテ地獄変）（部下B）
- 惡魔人 妖鳥死麗濡篇（亞格威爾）
- 羅德斯島戰記（亞修拉姆的部下）

1991年
- 究極超人（日语：究極超人あ〜る）
- 銀河英雄傳說
- 黑天黑地黑道情

1992年
- 猩猩人（日语：ゴリラーマン）
- Nozomi♡Witches（日语：のぞみウィッチィズ）（坂越）

1993年
- The Cockpit（日语：戦場まんがシリーズ） 「音速雷擊隊」（士官B）
- 創龍傳（共工）
- 爆炎學園（日语：爆炎CAMPUSガードレス）

1994年
- GATCHAMAN（穆林議長）
- 亂馬½ SPECIAL 甦醒的記憶（青年團A〈前篇〉、大蛇〈後篇〉）

1995年
- 亂馬½ SUPER 邪惡的鬼（蕎麥屋）

1996年
- 劇場版 機動戰士鋼彈第08MS小隊（戴爾、巴利、通信士A）
- 宇宙戰艦山本洋子（工作人員）

1997年
- 激鋼牙3 熱血大決戰!!（馬薩卡將軍）
- 工業哀歌排球男孩（日语：工業哀歌バレーボーイズ）（北本）
- 叢林跟我走！（日语：ジャングルDEいこう!）（草薙五木）
- 沉默的艦隊（柏原）

1998年
- 魍魎游擊隊（官僚）
- 秀逗魔導士EXCELLENT（男子A、野盗A）
- 聖少女艦隊Virgin Fleet（日语：聖少女艦隊バージンフリート）（小野寺、黨羽）
- 危險調查員（科爾斯、商人）

1999年
- 青山剛昌短篇集「要等我哦」（校長）
- 櫻花大戰 轟華絢爛（中嶋親方）

2000年
- 極速戰警eX-D.（日语：エクスドライバー）（中年男子）

2002年
- 櫻花大戰 神崎堇 引退紀念（日语：サクラ大戦 神崎すみれ 引退記念 す・み・れ）（中嶋的親方）

2003年
- 機動新撰組 萌之劍（鈴木左近）
- 紺碧艦隊（九鬼鷹常〈第2代〉）
- 第一神拳 間柴vs木村 死刑執行（八木晴彥）

2004年
- 小魔女DoReMi 童年秘密篇[[[Wikipedia:格式手册/链接#章節|錨點失效]]]（梅野由加里的父親）

### 遊戲
1991年
- 亂馬½ 囚禁的新娘（日语：らんま1/2 とらわれの花嫁）（叉燒）[注 4]

1995年
- 暖暖日記（浣熊的父親、獵豹叔叔）

1996年
- 波波羅古洛伊斯物語（馬克、冰之魔王）

1997年
- 天外魔境 第四默示錄（日语：天外魔境 第四の黙示録）（禪剛）

1998年
- SD鋼彈 G世代-ZERO（史林達）
- 機動戰士鋼彈 基連的野望（日语：機動戦士ガンダム ギレンの野望）（史林達、Neo吉翁將校、聯邦將校）
- 聖龍戰記2（貝坦）

2000年
- 機動戰士鋼彈 基連的野望 吉翁的系譜（日语：機動戦士ガンダム ギレンの野望 ジオンの系譜）（史林達、戴爾）
- SD鋼彈 G世代-F（史林達）
- 犬夜叉（八衛門狸）
- 機動戰士鋼彈 基連的野望 吉翁的系譜（日语：機動戦士ガンダム ギレンの野望 ジオンの系譜）（史林達）
- 新世代機器人戰記2（日语：ブレイブサーガ2）（魔族參謀戈帝斯）

2002年
- 機動戰士鋼彈 基連的野望  吉翁的獨立戰爭記（日语：機動戦士ガンダム ギレンの野望 ジオン独立戦争記）（史林達、戴爾）
- 機動新撰組 萌之劍（鈴木左近）

2004年
- SD鋼彈 G世代 SEED（科傑羅·梅鐸（日语：コジロー・マードック））
- 幻想水滸傳IV（日语：幻想水滸伝IV）（柯爾頓）
- 超級機器人大戰MX（ザリオス）

2005年
- 星際牛仔：追憶的夜曲（卡洛斯）
- 義經英雄傳修羅（日语：義経英雄伝修羅）（烏天狗／鐮田正近（日语：鎌田光政））

2006年
- ENCHANT ARM（日语：ENCHANT ARM）（時宗）

2008年
- 機動戰士鋼彈 吉翁的野望 阿克西斯的威脅（日语：機動戦士ガンダム ギレンの野望 アクシズの脅威）（史林達、戴爾）

2009年
- 機動戰士鋼彈 吉翁的野望 阿克西斯的威脅V（日语：機動戦士ガンダム ギレンの野望 アクシズの脅威V）（史林達、戴爾）

2011年
- 機動戰士鋼彈 新吉翁的野望（日语：機動戦士ガンダム 新ギレンの野望）（史林達、戴爾）

### 外語配音

#### 電影
- 捨生七日（英语：The Brave (film)）（Luis〈Luis Guzmán〉）
- 美國隊長 (1990年電影)（Lt. Col. Louis〈Michael Nouri〉）
- 謀財管委會（英语：La comunidad）（Emilio）
- 鑼鼓喧天（英语：Drumline (film)）
- End of the Century (2003年電影)（John Doe〈Michael Zelniker〉）
- 進化特區（Deke Donald〈伊森·索普〉）※影碟版。
- 鬱金香方方（英语：Fanfan la Tulipe (2003 film)）（Tranche Montagne〈Michel Muller〉）
- 搶救大船難（英语：Final Voyage）（Jasper〈Rick Ducommun〉）
- 雙面翻譯
- 大白鯊 ※影碟版。
- 野戰雄師（英语：Lost Command）（Melies將軍〈Jean Servais〉）※DVD版
- 小木偶奇遇記（英语：Pinocchio (2002 film)）（Pulcinella）
- 奪魄勾魂（驅魔師〈林雪〉）
- C.I.A.追緝令（英语：The Recruit）
- 殺人渡假屋（李警部）
- 血色歌姬（英语：Scarlet Diva）（Barry）
- 七宗罪 ※朝日電視台版。
- 極地重生（Leibrecht〈Hans-Uwe Bauer〉）
- 間諜遊戲 ※東京電視台版。
- 危機任務2（英语：Turbulence 2: Fear of Flying）（Wilcox）
- 證據拼圖（英语：Without Evidence）

#### 電視影集
- 降魔勇士 (1997年電視影集)（英语：Conan the Adventurer (1997 TV series)）（Otli〈Danny Woodburn〉）
- 偶像小神探（英语：The Famous Jett Jackson）（The Rat〈Tony Munch〉）
- 時空怪客
- State of Grace（英语：State of Grace (TV series)）
- 時空特警（英语：Timecop (TV series)）
- 黃飛鴻新傳系列（林世榮／豬肉榮〈鄭則仕〉）※VHS版。
  - 黃飛鴻新傳之八大天王
  - 黃飛鴻新傳之無頭將軍
  - 黃飛鴻新傳之理想年代（湯瑪斯）
  - 黃飛鴻新傳之少林故事（日语：ワンス・アポン・ア・タイム・イン・チャイナ/少林故事）

#### 動畫
- 長襪子皮皮 (1997年版)（フリードフ）

### 廣播劇CD
- 英雄傳說III 白髮魔女（エトナン王）
- 犬夜叉 在地獄等待已久的七人隊！（八衛門狸）
- 荒野英雄傳說（日语：ガンドライバー#CD文庫）（薩特）
- Gaia Gear 原聲劇場CD
- 電腦戰機Virtual-On（日语：電脳戦機バーチャロン） Counter Point 009A EPISODE#16（亞斯康上尉）
- CROSS CHORD ～天使們的砦～（計程車司機）
- 絢爛舞踏祭 原聲廣播 武勇號DISC（葛蘭帕）
- 超能奇兵 Sound Edition（手下1）
- 青春男孩（心氏）
- 鐵拳 Another Story
- 天體會議（賣商）
- 聖天空戰記 原聲廣播劇CD「傑齊亞的回憶」（奈維奧）
- 東方茱麗葉
- 傀儡師左近 第1卷「閣樓房間的惡夢」（佐伯一彥）
- 2x2 忍傳（日语：ニニンがシノブ伝） 第3卷
- Falcom Special BOX'96（料理屋的老爹）

### 廣播劇
- 內劇場「深海傳説MEREMANOID（日语：深海伝説MEREMANOID）」
- NHK-FM FM劇場（日语：FMシアター）「水族館」（1998年）－田中德夫

### 舞台
- 劇團21世紀福斯（日语：劇団21世紀FOX）的多數作品
- 櫻花大戰超級歌謠秀－飾演中嶋的親方

### 其他
- 機動戰士鋼彈0079：Card Builder（日语：機動戦士ガンダム0079カードビルダー）（戴爾）
- Romantopia藤原京'95 卡普空展示活動 快打旋風II ～甦醒的藤原京～（商人）

## 音響監督參加作品

### 電視動畫（音響監督）
2006年
- 獸爪（日语：ケモノヅメ）

2007年
- GR-GIANT ROBO-[注 5]
- Devil May Cry
- 魔人偵探腦嚙涅羅

2008年
- 我家3姊妹
- CHAOS;HEAD
- 我的狐仙女友
- 世界毀滅 ～毀滅世界的六人～

2009年
- 奇蹟少女KOBATO.[注 5]
- 塔麻可吉！
- 第一神拳 New Challenger[注 6]
- RIDEBACK

2011年
- 閃電十一人GO[注 5]
- IS〈Infinite Stratos〉[注 5]
- X戰警 (2011年動畫)（日语：エックスメン (2011年のアニメ)）[注 5]
- 刀鋒戰士 (2011年動畫)

2012年
- 閃電十一人GO 時空之石[注 5]
- 塔麻可吉！Yume Kira Dream

2013年
- 閃電十一人ンGO 銀河[注 5]
- IS〈Infinite Stratos〉2[注 7]
- 塔麻可吉！Miracle Friends

2015年
- 見習神仙精靈（播放至2018年[注 1]）
- 進撃！巨人中學校[注 8]
- 蒼穹之戰神 EXODUS[注 9]

2016年
- SHOW BY ROCK!! Short!!
- DAYS[注 5]
- 小貓奇奇 毛絨絨大冒險

2017年
- 鬼平[注 10]

### OVA（音響監督）
2007年
- 茄子 行李箱的候鳥（日语：茄子 スーツケースの渡り鳥）[注 5]

2008年
- 舞-乙HiME 0 ～S.ifr～

2009年
- 我的狐仙女友 ～盛夏的狂歡節～
- 少女FIGHT（日语：少女ファイト）
- 文學少女 今日的點心 ～初戀～

2010年
- 文學少女 回憶篇

2014年
- 復仇者聯盟動畫版：黑寡婦與制裁者（日语：アベンジャーズ コンフィデンシャル: ブラック・ウィドウ & パニッシャー）[注 5]

### 電影動畫（音響監督）
2009年
- 企鵝大冒險（日语：よなよなペンギン）[注 5]

2010年
- 你看起來很好吃[注 5]
- 劇場版 文學少女

2011年
- 劇場版 閃電十一人GO：究極之絆 獅鷲獸[注 11]

2012年
- 劇場版 閃電十一人GO VS 紙箱戰機W[注 11]

2014年
- 劇場版 閃電十一人：超次元夢幻比賽（日语：イナズマイレブン 超次元ドリームマッチ）[注 5]

2017年
- 劇場版 見習神仙精靈：引發奇蹟吧♪特普露與心跳神仙精靈界！

### 網路動畫（音響監督）
2016年
- 神奇寶貝Generations

### 廣播劇CD（音響監督）
2009年
- 文學少女系列

2012年
- 漫畫版未來都市NO.6第4冊 特裝版特別廣播劇CD「西日」

## 腳註

## 外部連結
- 音響監督的音勘 （日語）（2014年8月30日的檔案館）